# Álvaro Leyva
Álvaro Leyva Durán (Bogotá, 29 de agosto de 1942) es un abogado, político, escritor, cronista, diplomático y activista colombiano.
Leyva ha ocupado varios ministerios en diversos gobiernos, siendo cabeza de los ministerios de gobierno, relaciones exteriores y de minas y energía; también ha sido congresista, diputado de Cundinamarca, concejal de Bogotá, y miembro de la Asamblea Nacional constituyente en 1991. Desde la década de los 80, ha buscado salidas negociadas al conflicto armado con las guerrillas, participando en los diálogos de paz de los gobiernos de Belisario Betancur en los 80, Ernesto Samper y de Andrés Pastrana en los 90 y 2000, y de Juan Manuel Santos en los 2010.
Por su postura pacifista y su acercamiento a cabecillas de las Fuerzas Armadas Revolucionarias de Colombia - Ejército del Pueblo (FARC-EP) como "Tirofijo", "Mono Jojoy" y "Raúl Reyes", se ha acusado varias veces a Leyva de ser colaborador de los grupos guerrilleros de Colombia e incluso de ser simpatizante de ellos. En 2022, la senadora María Fernanda Cabal le acusó de haber sido "El Verdadero Canciller de las FARC", comparándolo con el guerrillero Rodrigo Granda, quien tenía ese apodo.
Ha militado en diversos partidos y movimientos a lo largo de su extensa y prominente carrera política, cambiando igualmente sus posturas ideológicas inició su carrera como miembro del Partido Conservador representando el sector radical del laureanismo luego a raíz de una profunda ruptura con el expresidente Misael Pastrana se alineó a la Alianza  Democrática M-19 (ADM-19) a la centroizquierda (partido de izquierda sucesor la guerrilla del Movimiento 19 de abril M-19), luego como independiente en su Movimiento Nacional de Reconciliación en el centro; y en la actualidad, aunque no milita en el Pacto Histórico, fue parte del gobierno de centroizquierda que actualmente gobierna en Colombia. 
El 7 de agosto de 2022 juramentó como ministro de Relaciones Exteriores, en el gobierno de Gustavo Petro. Fue suspendido por la Procuraduría General el 24 de enero de 2024 y quedó en firme su salida del ministerio el 15 de mayo de 2024.
Leyva ha sido acusado en dos ocasiones de conspirar para derrocar al presidente de la república. En 1997, durante el gobierno de Ernesto Samper, Leyva se reunió con el entonces máximo jefe paramilitar Carlos Castaño, con presencia de Juan Manuel Santos, proponiéndole una alianza con otros grupos ilegales como las FARC-EP y el grupo comandado por Víctor Carranza para derrocar al presidente Samper cuyo gobierno sufría una crisis de legitimidad debido al Proceso 8000.
En junio de 2025 se conocieron audios donde Leyva expresaba en una reunión privada con un interlocutor desconocido, su convencimiento de que el presidente Gustavo Petro no debía estar en el poder en 2026 y su interés de avanzar en la coordinación de un plan para derrocarlo con supuestos respaldos políticos como la vicepresidenta Francia Márquez y políticos como el congresista estadounidense Mario Díaz-Balart, incluyendo un aparente acuerdo con grupos terroristas como el Clan del Golfo y el Ejército de Liberación Nacional (ELN). Leyva reconoció la veracidad de los audios pero negó las acusaciones. La Fiscalía General de la Nación abrió una indagación para establecer el alcance de los hechos denunciados.

## Biografía
Álvaro Leyva Durán nació en Bogotá, el 29 de agosto de 1942, en el seno de una familia de la aristocracia conservadora colombiana. Leyva inició sus estudios básicos en Bogotá, pero a raíz de la situación política que se vivía en su país, tuvo que continuar y finalizar sus estudios en Nueva York, Estados Unidos.

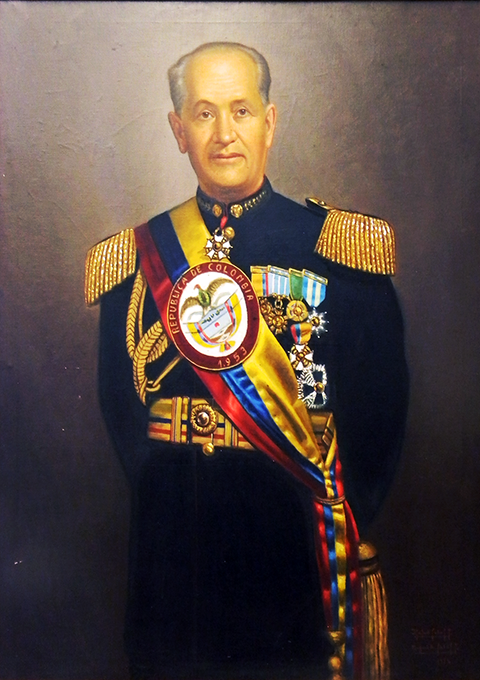
Genera Rojas, retrato de 1953.

El exilio de su familia se produjo por el golpe de Estado de 1953, ya que su padre era ministro del derrocado presidente Laureano Gómez, y además por el parentesco de su padre con el designado presidencial Roberto Urdaneta Arbeláez, quien se negó a encabezar el golpe militar, en el cual tomó el poder el general Gustavo Rojas Pinilla, apoyado por el expresidente Mariano Ospina Pérez.
Lo anterior ocurrió como acto de solidaridad, pues su padre también se exilió en España, gracias a la amistad que sostenían Gómez y Francisco Franco. Por su parte, en Nueva York Leyva aprendió a tocar el violín en el Conservatorio de Nueva York, gracias a la influencia de su madre, quien era artista.

### Regreso a Colombia e inicios políticos
A su regreso a Colombia, al finalizar la dictadura militar, Leyva obtuvo sus títulos profesionales en Derecho, egresando de la Pontificia Universidad Javeriana. Por su parte, su padre regresó a la política de la mano del expresidente Laureano Gómez, quien junto al expresidente Alberto Lleras Camargo pactó una tregua política con el sistema de alternación bipartidista conocido como Frente Nacional.

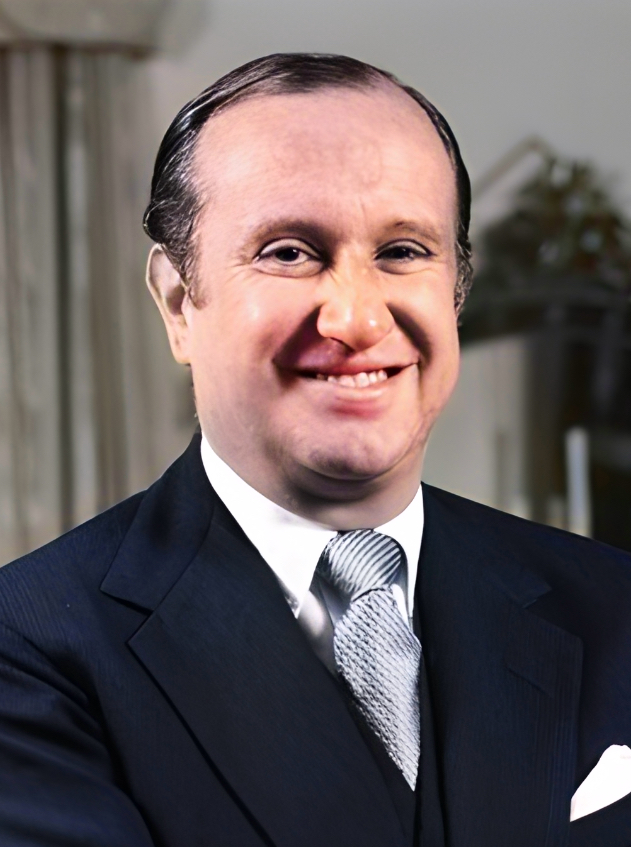
Misael Pastrana en 1970.

Por la tradición de su familia, Leyva ingresó a militar dentro del Partido Conservador a finales de los años 50. En 1958, apoyó la postulación presidencial de su padre, quien como disidente del Frente Nacional se enfrentó a Lleras y a los partidos unificados. Tras la derrota de su padre en las elecciones presidenciales, continuó siendo militante del conservadurismo. 
En 1970, Leyva apoyó y participó en la campaña presidencial del exembajador en Estados Unidos, Misael Pastrana Borrero, quien resultó elegido en medio de acusaciones de fraude electoral, enfrentando al expresidente Rojas Pinilla. Ese mismo año cuando contaba con apenas 28 años de edad, ejerció como secretario privado de Pastrana y luego, en 1973, comenzó a hacer política por los municipios de Cundinamarca.
Fue elegido concejal de Bogotá entre 1974 y 1976, diputado de Cundinamarca entre 1976 y 1978, y representante a la Cámara por Bogotá, entre 1978 a 1982, siendo protegido de los expresidentes Ospina Pérez y Pastrana. Ese año, Leyva apoyó la campaña presidencial de su copartidario Belisario Betancur, quien resultó ganador de la contienda electoral tras la división del liberalismo entre Galán y el expresidente López Michelsen. Se ganó fama de soberbio, por lo que sus detractores le llamaban "Francotirador". Ese año fue elegido senador con más de 120.000 votos, utilizando el eslogan: “Leyva Responde”. 

### Gobierno Betancur (1982-1986)

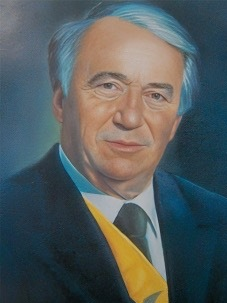
Betancur en 1982.

Leyva respaldó al presidente Betancur en su política de negociación de paz con las Fuerzas Armadas Revolucionarias de Colombia - Ejército del Pueblo (FARC-EP), llegando incluso a internarse en el campamento guerrillero en Casa Verde, en La Uribe, Meta, para iniciar acercamientos entre el gobierno y los insurgentes con quienes mantenía conversación permanente a través de un radioteléfono.
También ayudó al gobierno de Belisario Betancur en los acercamientos con guerrilleros del Ejército de Liberación Nacional (ELN) y el Movimiento 19 de abril (M-19). Pese a su labor en la Comisión Nacional de Verificación, la paz con el M-19 no prosperó y se reanudaron los combates entre las fuerzas del estado y la guerrilla a comienzos de 1985; por otro lado logró que las FARC-EP decretaran un cese al fuego en 1984, que duró hasta 1990 y que dio como resultado el nacimiento de la Unión Patriótica (UP). Betancur lo llamó Verificador de Paz.
Por su postura pacifista, sus partidarios y contradictores comenzaron a verlo como colaborador de la guerrilla, a pesar de que no estaba comprobado que Leyva simpatizaba con la ideología de esos grupos insurgentes. Sus esfuerzos de paz fueron en vano por el poco compromiso estatal, siendo incluso víctima de un atentado en su contra en febrero de 1986. Las investigaciones que se anunciaron por parte de las autoridades colombianas no arrojaron resultados.
En 1984, durante su gestión de vocero de paz, Leyva fue nombrado ministro de Minas y Energía, permaneciendo en el cargo hasta el 17 de junio de 1985, cuando fue reemplazado por el liberal Iván Duque Escobar. Meses después ocurrió la tragedia de Armero.

### Precandidatura presidencial (1985-1986)
A comienzos de 1986, tras los sucesos del Palacio de Justicia y Armero, el gobierno colombiano estaba desprestigiado y tomaba fuerza una candidatura liberal para reemplazar a Betancur. Pese a que era promesa del expresidente Pastrana que apoyaría su eventual campaña política, las autoridades del conservatismo lanzaron la campaña de Álvaro Gómez Hurtado (hijo del fallecido expresidente Laureano y amigo de su padre Jorge). 
Leyva, sin embargo, lanzó una consulta popular para dirimir entre el favoritismo de candidatura y la de Gómez, pero Pastrana se opuso y se alineó a los militantes conservadores a apoyar la campaña de Gómez. Esa ruptura con los dirigentes ocasionó el distanciamiento paulatino de Leyva de la campaña de Gómez y del partido en general.

### Gobierno Barco (1986-1990)
Gómez perdió las elecciones presidenciales ante el empresario liberal Virgilio Barco. En el gobierno de Barco, Leyva creó la Comisión Promotora de la Política de Reconciliación, con la ayuda de los expresidentes López Michelsen y Pastrana, y cuyo objetivo era permitir acercamientos entre el gobierno y las FARC-EP. La respuesta de algunos sectores políticos fue acusarlo de obtener provecho económico de los secuestros y su cercanía con la insurgencia terminó por estigmatizarlo para siempre. 

#### Secuestro de Gómez (1988)

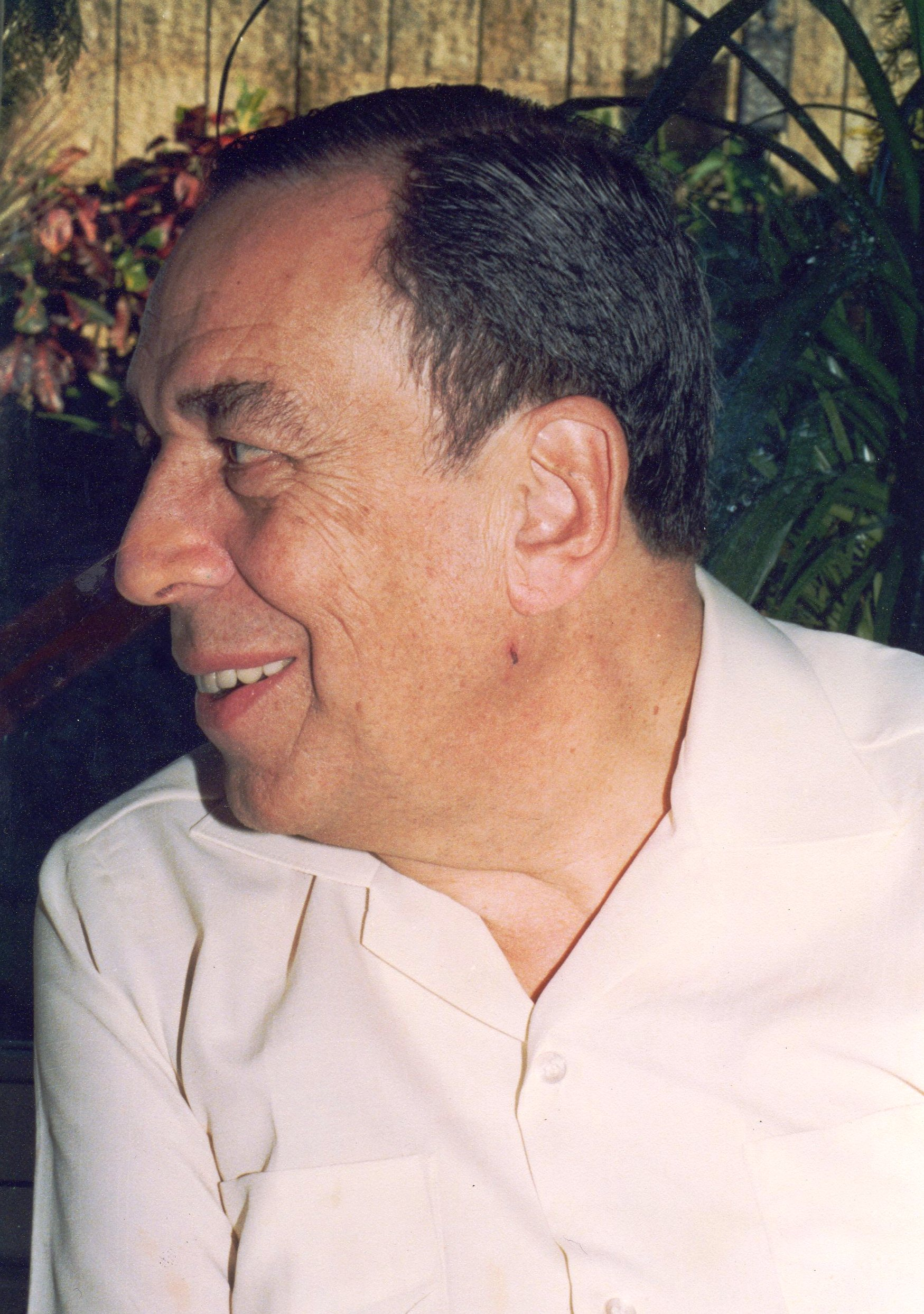
Gómez en los años 90.

El 29 de mayo de 1988, el excandidato presidencial Gómez, quien se desempeñaba como director del diario El Siglo, fue secuestrado por el M-19 y se vehículo dinamitado. Su liberación fue concertada con el grupo guerrillero después de 53 días de su rapto, gracias a la concertación con la Iglesia Católica, la Unión Patriótica y políticos conservadores liderados por Leyva, quien logró el acercamiento por ser conocido de la familia de Gómez desde su infancia.
El secuestro y liberación de Gómez dio punto de partida al inicio de conversaciones de paz entre el M-19 y el gobierno Barco, que desencadenaron el movimiento de la Séptima Papeleta, que buscaba la redacción de una nueva constitución. Leyva comenzó a tener acercamientos con el M-19, y apoyó su desmovilización y reinserción en la política colombiana a través del partido ADM-19 en 1990.

### Segunda precandidatura presidencial (1989-1990)
Paralelamente a su postura pacifista, Leyva lanzó su candidatura presidencial en 1989, respaldada por el polémico libro La guerra vende más - Operación Mariana, pero su partido volcó sus esfuerzos para apoyar la candidatura del empresario Rodrigo Lloreda, ante la partida de Álvaro Gómez por diferencias con el expresidente Pastrana, quien lanzó su candidatura como disidente por el Movimiento de Salvación Nacional. 
A pesar de su querer, Leyva terminó retirando su nombre de la contienda electoral. Por otra parte, el clima de violencia generalizado en el país dejó como saldo el asesinato de tres candidatos a la presidencia. Luis Carlos Galán, quien fue sustituido por el exministro César Gaviria (quien venció en las elecciones de 1990 por la sombra dejada por la figura de Galán), Carlos Pizarro Leongómez, excomandante del M-19 cercano a Leyva, y Bernardo Jaramillo Ossa, de la UP.

### Asamblea Constituyente de 1991
En las mismas elecciones donde los colombianos eligieron Congreso y a Gaviria como candidato liberal, en marzo de 1990, se aprobó la convocatoria de una Asamblea Constituyente con los diversos movimientos políticos existentes en el país en ese momento. El 9 de diciembre de 1990, Leyva fue uno de los 70 asambleístas elegidos para reformar la Constitución de 1886, en representación de la ADM-19, pese a que era conservador, partido al que renunció definitivamente a mediados de 1990, si bien nunca dejó sus amistades del conservadurismo, manteniendo cordiales comunicaciones con el expresidente Misael Pastrana y con Gómez Hurtado.
Leyva participó en la redacción de la Constitución Política de Colombia de 1991.

### Proceso de paz con la CGSM
En abril de 1991, cuando también estaba sesionando como constituyente, Leyva participó en un diálogo con la Coordinadora Guerrillera Simón Bolívar, con el apoyo de un miembro de las FARC-EP, uno del ELN, y uno del EPL. Los diálogos se iniciaron en Caracas, pero luego se trasladaron a Tlaxcala, fracasando finalmente en mayo de 1992. Se supo después que, el ministro de gobierno, Humberto de la Calle (que luego sería protagonista en el proceso de paz de 2016), intentó mantener avante el proceso por el potencial electoral, pero el daño ya estaba hecho y las conversaciones murieron ese año.

### Gobierno Samper

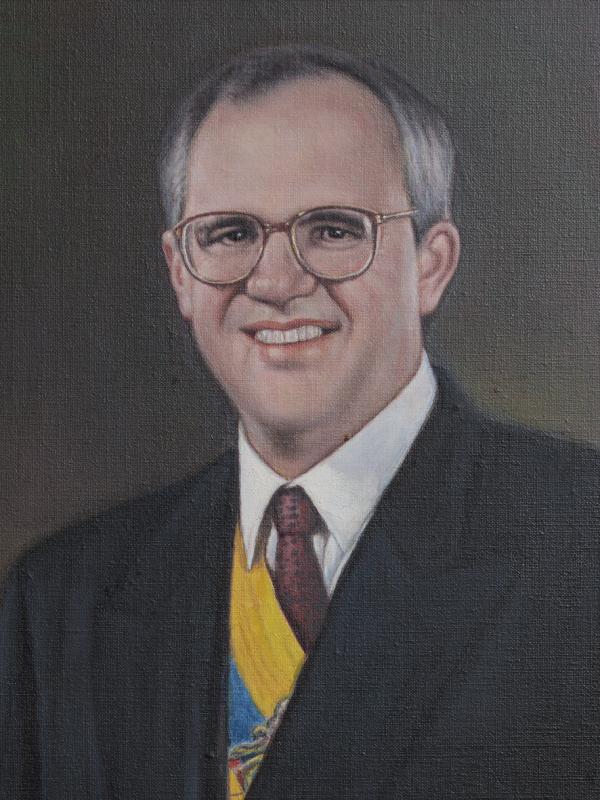
Ernesto Samper.

Pese al fracaso del proceso de paz en 1992, los liberales ganaron las elecciones nuevamente, esta vez con Ernesto Samper. Leyva colaboró con diálogos con las FARC-EP, y con la desmilitarización del municipio de La Uribe, pero, a raíz del estallido del escándalo de financiación ilícita de la campaña de Samper conocido como Proceso 8.000, las negociaciones pasaron a segundo plano y finalmente fracasaron nuevamente los intentos de paz. También ayudó a implementar los Protocolos de los Convenios de Ginebra, que se firmaron en Colombia en 1995.
Leyva logró la liberación en 1997, de 60 militares que fueron secuestrados en la base de Las Delicias, en 1996, e intentó nuevamente un acuerdo de paz con las FARC-EP, que se decantó en 1998 con el presidente Andrés Pastrana. Sin embargo, se vio envuelto en otro escándalo en 1997, ya que él y el líder liberal Juan Manuel Santos estaban sosteniendo conversaciones con paramilitares y guerrilleros para la renuncia del presidente Samper, pero no cayó muy bien en la prensa que Santos y Leyva estuvieran viajando en un helicóptero del esmeraldero Víctor Carranza para visitar a Carlos Castaño.

### Gobierno Pastrana y exilio en Costa Rica
Leyva articipó en el primer acercamiento entre el gobierno de Andrés Pastrana y las FARC-EP en los diálogos del Caguán.
Sin embargo, el fiscal Alfonso Gómez Méndez lo acusó de enriquecimiento ilícito por un dinero recibido supuestamente de parte del Cartel de Cali, y Leyva huyó a Costa Rica, demostrando allí que se trataba de una persecución política, por lo cual recibió asilo político en ese país y la Oficina del Alto Comisionado de Naciones Unidas para los Refugiados le otorgó la condición de refugiado. Fue capturado en Madrid por la Interpol el 23 de octubre de 2002 y estuvo preso 2 meses. Finalmente, luego de ser absuelto por la Corte Suprema de Justicia de Colombia, regresó a Colombia en 2006.

### Segunda candidatura presidencial
En 2006, Leyva fue candidato a la presidencia por el Movimiento Nacional de Reconciliación, resultado de su disidencia del Partido Conservador, a raíz de que el conservatismo decidió apoyar la reelección del presidente Álvaro Uribe. Durante su candidatura presidencial dijo que sería capaz de detener la guerra en seis meses y destinar los recursos del conflicto a programas sociales, con un programa de gobierno conocido como "Arca de Noé". Sin embargo, ante la ausencia de garantías para continuar con la campaña, Leyva retiró su candidatura 20 días antes de las elecciones. A la postre, Uribe fue reelegido presidente.

### Gobierno Uribe y mediador de paz

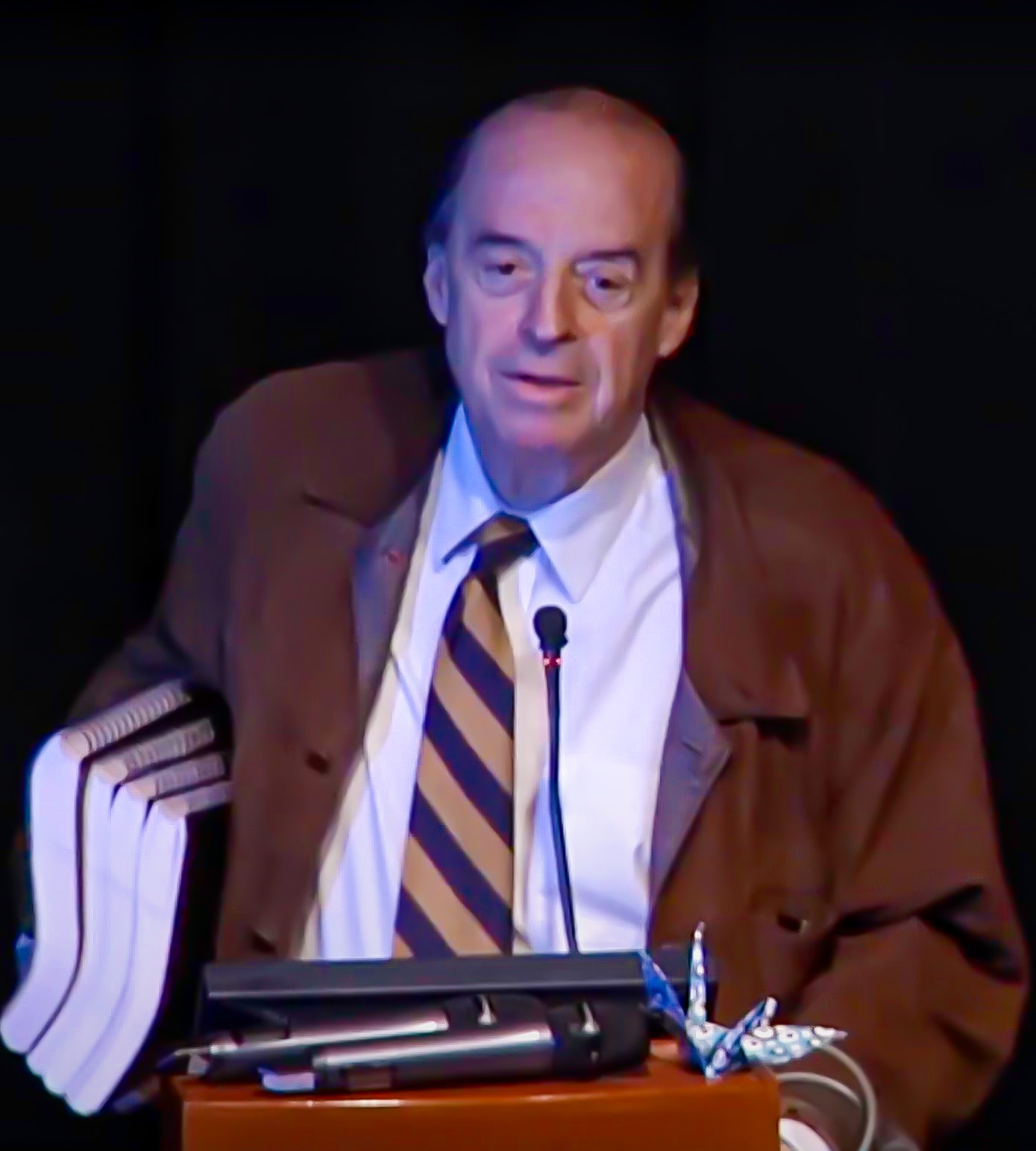
Leyva Durán en una conferencia en el Politécnico Grancolombiano en 2014.

Después de las elecciones, Leyva continuó realizando gestiones de paz para lograr un acuerdo humanitario con la guerrilla durante la segunda administración del presidente Uribe, con el conocimiento y la aprobación del gobierno. Por esos días, sin embargo, de nuevo se despertó la polémica, cuando se descubrieron correos del abatido jefe guerrillero Raúl Reyes en que Leyva es mencionado, y que datarían de su época como candidato presidencial en 2006, y en los cuales se hablaba de un canje de la excandidata Ingrid Betancourt si Leyva ganaba las elecciones, y él, en cambio, adaptaría su programa de gobierno a los postulados de la Octava Conferencia de las FARC-EP.
Se abrió una investigación en su contra pero la Corte Suprema concluyó en 2011 que los ordenadores de  Raúl Reyes no tenían valor legal ya que su contenido podía haber sido manipulado. Fue señalado como objetivo de asesinato por parte del DAS, la policía secreta colombiana, y los paramilitares, según declaraciones del jefe de las Autodefensas Unidas de Colombia (AUC) Salvatore Mancuso. Su colaborador más cercano, el representante a la Cámara por Cundinamarca Jairo Rojas, fue asesinado por el paramilitarismo en agosto de 2001.

### Mediación en el gobierno Santos
Durante los diálogos de paz entre el gobierno de Juan Manuel Santos y la guerrilla de las FARC-EP, participó de la comisión independiente que fue designada para discutir el tema de la justicia dentro del Acuerdo de Paz, el cual se encontraba en un punto muerto y amenazaba con perjudicar todo el proceso. En esta comisión independiente, con tres miembros escogidos por cada una de las partes, Leyva fue designado por las FARC-EP. En 2020 se supo que Leyva fue intercepado ilegalmente por la Fiscalía en esos años.
El trabajo de esta comisión hizo posible llegar a un acuerdo sobre el tema de la Justicia y proseguir con el proceso que finalmente culminó con la firma de la paz entre el gobierno y el grupo guerrillero. Fue adicionalmente uno de los artífices de la Justicia Especial para la Paz JEP, uno de los órganos de la Justicia Transicional resultante de los acuerdos de La Habana-Colón, que se firmaron en 2016.

### Canciller de Colombia (2022-2024)

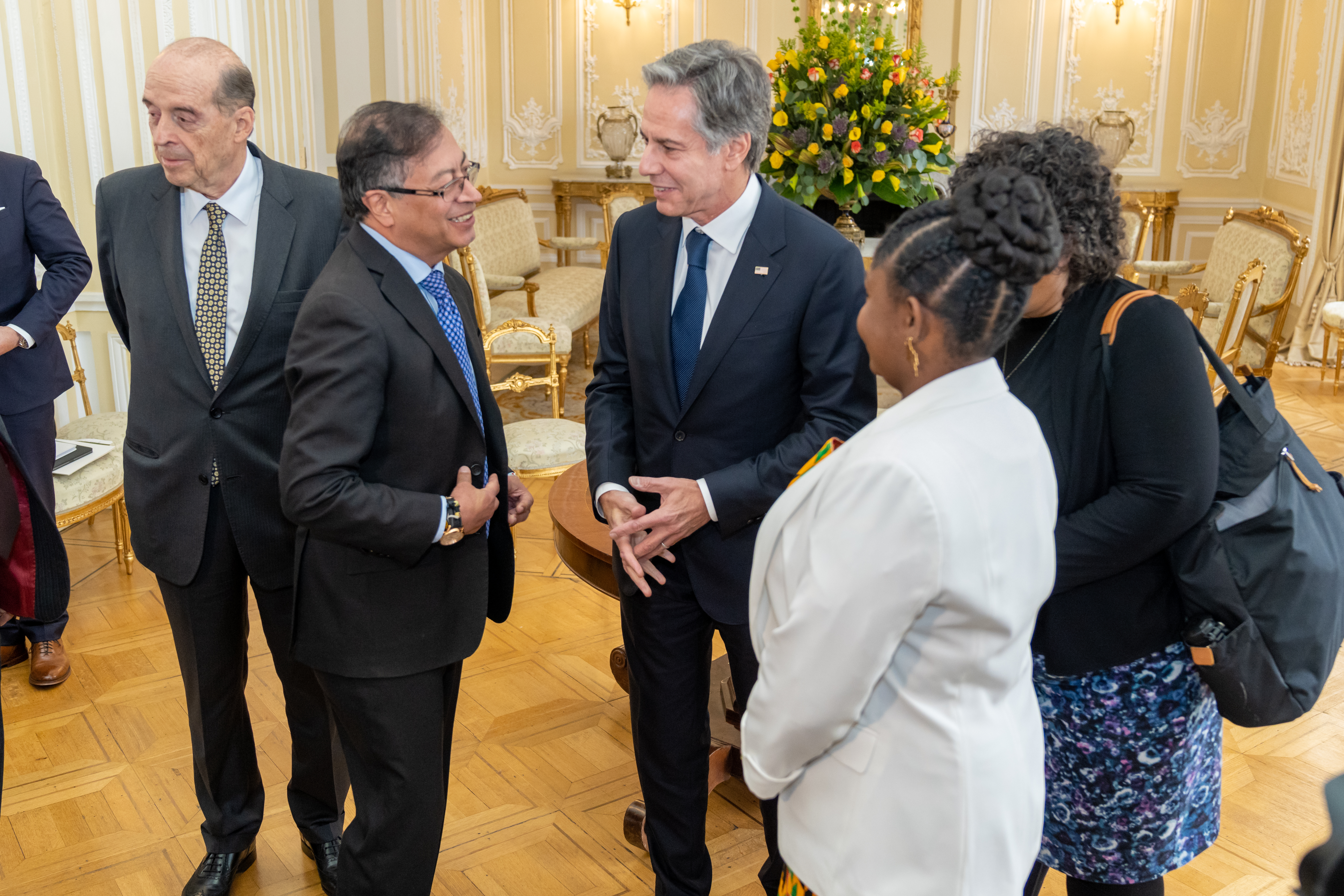
Leyva junto al presidente Petro, Antony Blinken y Francia Márquez en octubre de 2022

El 25 de junio de 2022, el presidente electo Gustavo Petro designó a Leyva Ministro de relaciones exteriores, primer nombramiento de su gabinete. El 24 de enero de 2024 fue suspendido por la Procuradora Margarita Cabello Blanco por presuntas irregularidades cometidas durante la licitación para la expedición de pasaportes.

#### Ruptura con el Gobierno Petro
El 23 de abril de 2025, Leyva en su cuenta de X, hizo pública una carta que previamente había enviado al presidente Gustavo Petro. En el documento, Leyva hizo duras críticas hacia la gestión del mandatario, señalando, entre otras cosas, que el presidente estaría atravesando dificultades relacionadas con el consumo de drogas. Además, le reprochó una preocupante falta de comunicación  al interior de su gobierno. En mayo de 2025 Petro lo acusó de querer derrocarlo con ayuda del congresista estadounidense Mario Díaz-Balart y que sus cartas eran represalias hacia él por no querer nombrar a su hijo Jorge Leyva Valenzuela como canciller o embajador.
A finales de junio el diario El País América, reveló audios donde supuestamente Leyva hablaba de un complot contra el presidente y su interés de propiciar un golpe de Estado, además de decir que estaba buscando el apoyo del gobierno Trump con ayuda de los congresistas estadounidenses Mario Díaz-Balart (pariente de la primera esposa de Fidel Castro) y Carlos A. Giménez. En las grabaciones también sugería tener de su lado a la vicepresidenta Francia Márquez, aunque esta lo negó. También mencionó a los precandidatos Vicky Dávila y Miguel Uribe Turbay como potenciales aliados y su interés de involucrar a grupos terroristas como el Clan del Golfo y el ELN. La fiscalía abrió una investigación contra Leyva por estas grabaciones mientras que todos los mencionados negaron su participación en dicho plan, incluyendo el propio Leyva en entrevista con Semana.

## Familia

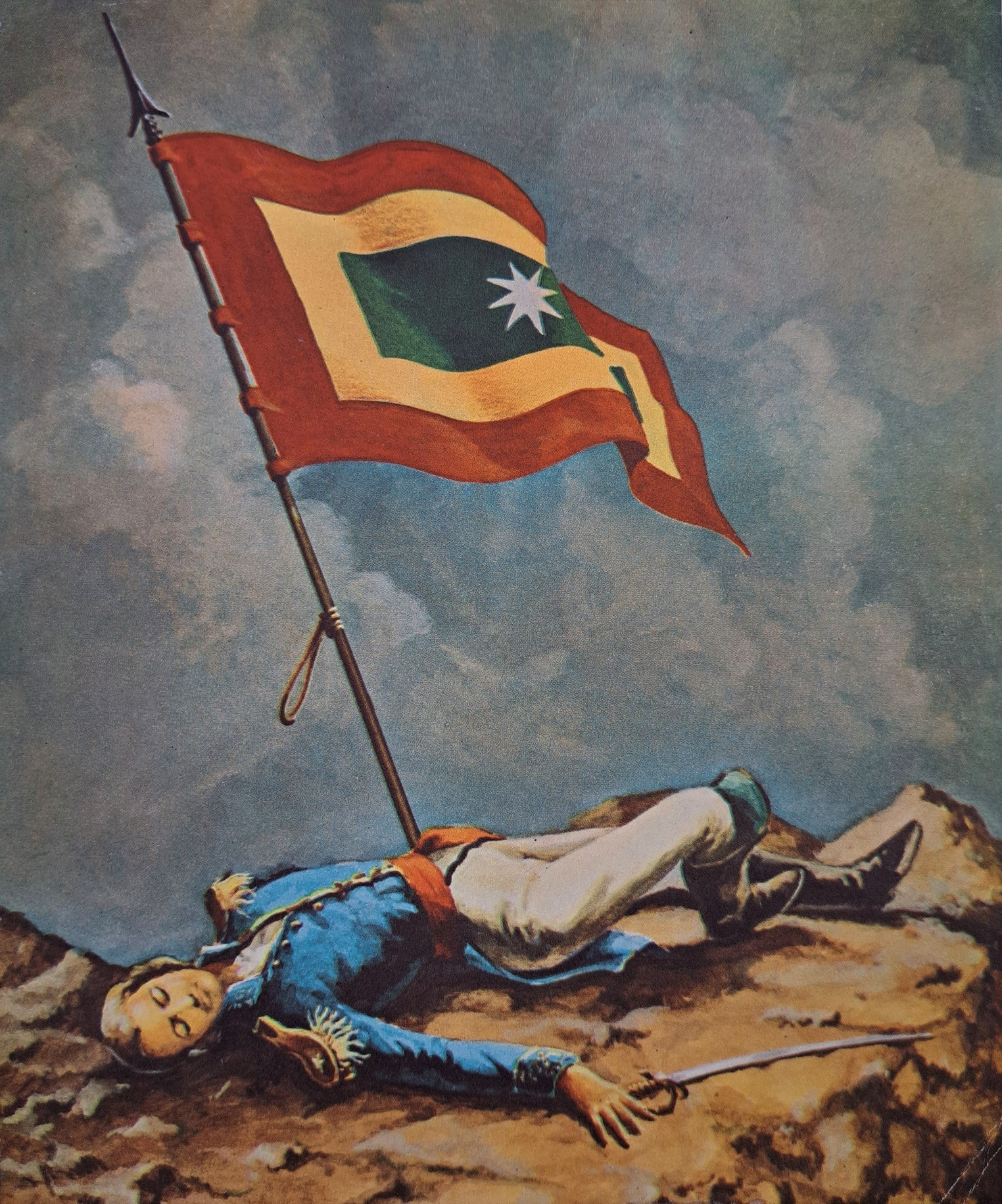
Muerte de Atanasio Girardot.

Leyva es miembro de una de las familias más prestigiosas de Colombia, y está ligado a la aristocracia bogotana y a la historia del país y de Venezuela. Su padre es Jorge Leyva Urdaneta, y su madre, María Durán Laserna, de quien heredó el gusto por la música, siendo un intérprete talentoso del violín y amante del canto lírico (ópera). Es el tercero de 9 hermanos. Su hermano Jorge Leyva fue fórmula vicepresidencial de Viviane Morales para las elecciones presidenciales de 2018.
Su padre era un destacado abogado y economista militante del Partido Conservador, ocupando varios cargos como Gobernador de Cundinamarca, Ministro de Comercio y de Obras Públicas, para los gobiernos de Mariano Ospina Pérez, Laureano Gómez; y su pariente, el designado Roberto Urdaneta, respectivamente. Leyva era hijo del General Lisandro Leyva Mazuera, y de Elvira Urdaneta García.
Elvira, su abuela paterna, era a su vez era descendiente del militar uruguayo Francisco Urdaneta y González, y de Manuela Girardot Díaz (a su vez hermana del militar Colombiano Atanasio Girardot e hija del militar francés Louis Girardot, todos involucrados en las guerras de independencia de suramericanas, al igual que el general Rafael Urdaneta Faria, primo de Francisco).

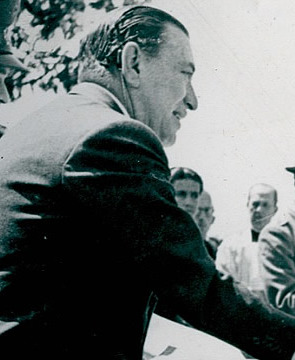
El designado Roberto Urdaneta, uno de sus parientes lejanos.

A la misma rama familiar pertenecen el general Roberto Urdaneta Gómez; su hijo el político Roberto Urdaneta Arbeláez, quien se casó con Clemencia Holguín (hija de Carlos Holguín y de Margarita Caro Tobar, sobrina Jorge Holguín y de Miguel Antonio Caro, nieta de José Eusebio Caro y sobrina nieta de Manuel María Mallarino), y el poeta colombo-suizo Roberto Urdaneta II.
Por otra parte, y de acuerdo con la página de genealogías Geni, su abuelo paterno, el general Leyva Mazuera, era sobrino nieto del General Domingo Caycedo y Sanz de Santamaría, quien ocupó la presidencia temporalmente en 1830 en reemplazo (curiosamente) del General Rafael Urdaneta -quien derrocó al electo presidente Joaquín Mosquera para entregarle el poder a Simón Bolívar-. 

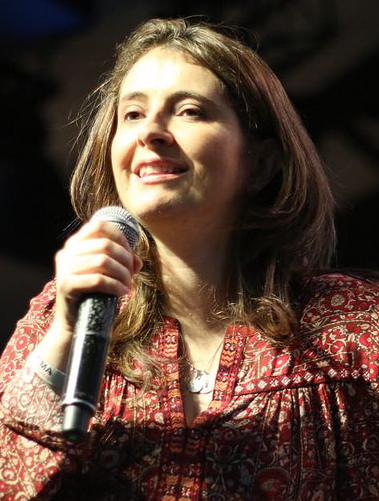
Paloma Valencia, prima segunda suya.

Por esta línea, Álvaro Leyva sería trastataranieto del político español Luis Caycedo (alcalde de Santafé de Bogotá), y sobrino tataranieto del General Caycedo y Sanz. En un primer matrimonio, el abuelo de Leyva (el general Leyva Mazuera), estuvo casado con una de las hermanas del político y polímata liberal Salvador Camacho Roldán, de acuerdo con Geni. 
Su madre era prima del polímata Mario Laserna Pinzón, fundador de la Universidad de los Andes, quien a su vez es el abuelo de la abogada Paloma Valencia Laserna (nieta también de Guillermo León Valencia, de otra prestigiosa familia conservadora cuyo centro de poder es la ciudad de Popayán) y del periodista Paulo Laserna Phillips. Laserna fue también el padre del economista y político Juan Mario Laserna, primo tercero por tanto de Álvaro Leyva.

### Descendencia
Leyva está casado con Rosario Valenzuela Pardo, con quien tiene tres hijos: Jorge, María Angélica y Mariana Leyva Valenzuela.